# Sher Afzal
Sher Afzal (Chitral, 1841 – Chitral, 31 dicembre 1923) è stato un principe indiano.
È stato Mehtar di Chitral per due mesi nel 1892.

## Biografia
Sher Afzal era un figlio del mehtar Shah Muhammad Afzal II di Chitral e un fratello del mehtar Aman ul-Mulk, che aveva vissuto in esilio la maggior parte della sua vita principalmente in Afghanistan e nel Badakhshan. Tentò di salire al trono durante il periodo della spedizione di Chitral, facendo uccidere il nipote Afzal ul-Mulk, ma fu detronizzato dopo appena un mese di regno.